# 丸子由美
丸子 由美（まるこ ゆみ）は、日本のタレント。関西外国語短期大学出身。

## 鉄道ナレーション
- 阪急電鉄[1]
- 西日本旅客鉄道

## 出演
- ラジオ関西
  - ザ・スポーツサンデー
  - 歌声は風に乗って
- 毎日放送
  - テレビ音楽館
- 朝日放送
  - スケッチ大阪
  - ラジオCMナレーション
  - テレビスポンサー読みナレーション
- ラジオ大阪
  - ニュースパレード
- FM802
  - ニュースナレーション
- FM大阪
  - コーク　サウンドシャッフル
- CM
  - 大開ゴルフ練習場（サンテレビ）

### その他
- 堺北花田阪急(閉店)エスカレーター 啓発放送
- 横浜ポルタエスカレーター啓発放送(2017年頃から)
- 川崎ルフロンシースルーエレベーター案内放送(〜2018.1.14)
- 東京国際空港国内線ターミナル駐車場 啓発放送